# Max-Planck-Institut für Geschichte
Das Max-Planck-Institut für Geschichte (MPIG) in Göttingen war eine Forschungseinrichtung der Max-Planck-Gesellschaft. Es wurde 1956 als Nachfolgeinstitut des Kaiser-Wilhelm-Instituts für deutsche Geschichte im Beisein des damaligen Bundespräsidenten Theodor Heuss eröffnet. Im Jahr 2007 wurde es in das Max-Planck-Institut zur Erforschung multireligiöser und multiethnischer Gesellschaften umgewandelt, das personell und inhaltlich eine Neugründung darstellt.

## Entwicklung
Das Kaiser-Wilhelm-Institut für deutsche Geschichte bestand von 1917 bis 1944 unter der Leitung von Paul Fridolin Kehr und hatte vier Aufgaben:
- Die „historisch-statistische Beschreibung der Kirche des Alten Reiches“ (Germania Sacra),
- die Edition der Briefe Kaiser Wilhelms I.,
- die Bearbeitung der Korrespondenz Karls V.,
- die Durchforschung ausländischer Archive nach Materialien zur deutschen Geschichte.

Von diesen Aufgaben übernahm das Max-Planck-Institut für Geschichte nur die Germania Sacra. Die Neugründung eines geschichtswissenschaftlichen Instituts in der Max-Planck-Gesellschaft wurde ab 1951 debattiert und erfolgte 1956 auf der Grundlage einer Denkschrift des Historikers Hermann Heimpel, der erster Direktor des Instituts wurde. Seine Denkschrift sah vier Forschungsschwerpunkte vor:
- Germania Sacra und vergleichende Landesgeschichte
- Methodologie der Geschichte
- Themen und Probleme einer Gesamtwissenschaft vom Mittelalter
- Studien über zentrale Fragen des 19. Jahrhunderts.

1971 wurden Josef Fleckenstein und Rudolf Vierhaus in Heimpels Nachfolge Direktoren des Instituts, an der Spitze der Abteilungen Mittelalter bzw. Neuzeit. 1990 folgten ihnen Otto Gerhard Oexle (Abteilung Mittelalter) und Hartmut Lehmann (Abteilung Neuzeit). Beide Direktoren gingen 2004 in den Ruhestand.
Seit den 1970er Jahren erfuhr das MPI für Geschichte eine Neuausrichtung, die sich vor allem in den Bereichen der Alltagsgeschichte, der Historischen Anthropologie, sowie in der Mentalitätengeschichte und der „Geschichte als historische Kulturwissenschaft“ (Otto Gerhard Oexle) manifestierte. Identität und Gedächtnis, die „Rekonstruktion“ historischer Erfahrungen und Lebenswelten wurden zu zentralen Forschungsinteressen.
Das MPI für Geschichte beherbergte eine Reihe von internationalen Missionen:
- die Mission Historique Française en Allemagne,
- das British Centre for Historical Research in Germany und
- die Polnische Historische Mission.

Angeschlossen an das MPIG war die International Max Planck Research School „Werte und Wertewandel in Mittelalter und Neuzeit“.